# Valdoule
Valdoule é uma comuna francesa na região administrativa da Provença-Alpes-Costa Azul, no departamento dos Altos Alpes. Estende-se por uma área de 58.51 km². Em 2010 a comuna tinha 229 habitantes (densidade: 3,9 hab./km²).
Foi criada em 1 de julho de 2017, a partir da fusão das antigas comunas de Bruis (sede da comuna), Montmorin e Sainte-Marie.